# Tmesisternus schaumii
Tmesisternus schaumii es una especie de escarabajo del género Tmesisternus, familia Cerambycidae. Fue descrita científicamente por Pascoe en 1867.
Habita en Indonesia. Esta especie mide 17-24 mm.